# Władysław Klabiński
Władysław Klabiński (* 25. Mai 1925 in Herne; † 4. Januar 2004 in Warschau) war ein französisch-polnischer Radrennfahrer und nationaler Meister im Radsport. 

## Leben
Klabiński war Sohn polnischer Einwanderer, die sich in den 1920er Jahren in Deutschland niedergelassen hatten. In den 1930er Jahren zog die Familie nach Polen zurück und lebte seit den 1940er Jahren in Frankreich. Dort wandte sich Władysław Klabiński zusammen mit seinen vier Brüdern dem Straßenradsport zu. 
1950 nahm Klabiński zusammen mit seinen Brüdern Bronisław und Felix innerhalb der Mannschaft von in Frankreich lebenden Polen an dem Mehrländer-Etappenrennen Internationale Friedensfahrt teil. Während sein Bruder Bronisław in der Gesamtwertung den zweiten Platz erreichte, schied Władysław vorzeitig aus. Noch während des Rennens beschloss Władysław Klabiński, in Polen zu bleiben.
Noch 1950 wurde er im 100-km-Mannschaftszeitfahren polnischer Meister. 1951 kehrte er mit der polnischen Nationalmannschaft zur Internationalen Friedensfahrt zurück und wurde 29. Für Polen startete Klabiński insgesamt fünfmal bei der Friedensfahrt und hatte 1952 mit Platz 16 sein bestes Endergebnis. Seinen einzigen Etappensieg feierte er bei der 1954er Friedensfahrt. Jeweils einen Etappensieg erreichte Klabiński bei den Polen-Rundfahrten 1952 und 1953. In der Gesamtwertung kam er 1952 auf den fünften, 1953 auf den vierten Platz. Zu seinem größten Erfolg als Einzelfahrer kam er 1953, als er die polnische Meisterschaft im Straßeneinzelrennen gewann. Seine Karriere beendete Klabiński 1955 mit Platz drei bei den polnischen Meisterschaften im Straßeneinzel. 

## Familie
Władysław Klabiński war der jüngere Bruder von Edward und Bronisław, die ebenfalls Radrennfahrer waren.